# Marignac-en-Diois
Marignac-en-Diois – miejscowość i gmina we Francji, w regionie Owernia-Rodan-Alpy, w departamencie Drôme.
Według danych na rok 1990 gminę zamieszkiwało 95 osób, a gęstość zaludnienia wynosiła 5 osób/km² (wśród 2880 gmin regionu Rodan-Alpy Marignac-en-Diois plasuje się na 1526. miejscu pod względem liczby ludności, natomiast pod względem powierzchni na miejscu 544.).